# 阻尼正弦波

阻尼正弦波（英語：damped sine wave）是振幅會隨時間增長而趨向零的正弦波函數。
當諧振子消耗的能量比供應的能量多，其波形即為阻尼正弦波，此函數常用在科學及工程中。

## 定義
許多振動的現象可以用正弦波來描述，若振動系統中有阻尼，其振幅會隨著時間而減少。
真正的正弦波在時間為0時從原點開始（振幅為0），餘弦波和正弦波有相位差，在原點時有最大值。在實務上的弦波可能具有正弦及餘弦的份，因此「阻尼正弦波」也包括這些不同相位的弦波在有阻尼時的波形。
最常見的阻尼是指數衰減阻尼，其數個波峰形成的包絡線為指數衰減的曲線，一般也常假設阻尼是指數衰減阻尼的形式。

## 方程
指數衰减的弦波其方程如下：
{\displaystyle y(t)=A\cdot e^{-\lambda t}\cdot (\cos(\omega t+\phi )+\sin(\omega t+\phi ))}
其中
{\displaystyle y(t)}為時間t的瞬時值
{\displaystyle A}為包絡線的初始值
{\displaystyle \lambda }為遞減常數，其單位是X軸時間的倒數
{\displaystyle \phi }是特定點的相位角
{\displaystyle \omega }是角頻率
可以簡化為
{\displaystyle y(t)=A\cdot e^{-\lambda t}\cdot (\cos(\omega t+\phi ))}
其中：
{\displaystyle \phi }為t = 0的相位角
其他重要的參數有：
週期{\displaystyle \tau }，是單一循環需要的時間，單位為時間t，是頻率的倒數，也就是{\displaystyle f^{-1}}。
頻率{\displaystyle f}，是單位時間內的週期數，等於{\displaystyle \omega /(2\pi )}，是週期的倒數，也就是{\displaystyle \tau ^{-1}}，其單位是時間的倒數。
半衰期是振幅包絡線減為原來一半需要的時間，等於{\displaystyle \ln(2)/\lambda }，大約是{\displaystyle 0.693/\lambda }。
阻尼比{\displaystyle \zeta }，是有關其衰減速率相對於頻率的無因次特徵，近似於{\displaystyle \zeta =\lambda /\omega }，精確值為{\displaystyle \zeta =\lambda /{\sqrt {\lambda ^{2}+\omega ^{2}}}<1}。
品質因子{\displaystyle Q=1/(2\zeta )}，是另一個描述阻尼的無因次特徵，品質因子高表示阻尼相對於振盪的影響要小。